# Ilja Scheps
Ilja Scheps (* 1956) ist ein ukrainisch-jüdischstämmiger Pianist und Professor an der Hochschule für Musik und Tanz Köln, Abteilung Aachen.

## Leben und Wirken
Scheps studierte Klavier am Moskauer Konservatorium, wo man ihn später auch als Lehrkraft übernahm. Zwischen 1982 und 1992 trat er schwerpunktmäßig als Solist mit der Moskauer Philharmonie auf. Einladungen zu Gastauftritten führten ihn zwischenzeitlich unter anderem in die USA, nach Australien, China, Israel, Italien, Malta, Neuseeland, Spanien, Ungarn und in die Türkei.
Mit der Auflösung der Sowjetunion und Gründung der Russischen Föderation im Jahre 1992 übersiedelte Scheps nach Deutschland, wo er als Privatdozent an der Hochschule für Musik und Theater Rostock, an der Dortmunder Abteilung der Hochschule für Musik Detmold sowie an der Akademie für Tonkunst in Darmstadt unterrichtete. 2003 wurde er Professor für Klavier und Kammermusik an der Hochschule für Musik und Tanz Köln, Abteilung Aachen, wo er bis Anfang 2023 neben Hans-Werner Huppertz und Claudia Kunz-Eisenlohr unter anderem als Direktionsmitglied der Abteilung Aachen fungierte. Im November 2022 wechselte Scheps als Dozent für Klavier und Kammermusik an die Internationale Musikakademie Anton Rubinstein in Düsseldorf. Darüber hinaus unterrichtet Scheps freiberuflich an der Euro Arts Academy.
Scheps übernahm zudem die Leitung internationaler Meisterkurse für Pianisten, unter anderem an der Landesmusikakademie NRW, und ist zudem Jurymitglied bei international renommierten Wettbewerben. So leitet Scheps seit 2006 gemeinsam mit seinem Aachener Hochschulkollegen Andreas Frölich die international besetzte Jury des Prix amadéo de piano, ab 2015 MozARTe International Piano Competition, sowie den dazu gegründeten Veranstalterverein MozARTE e.V. mit Sitz in Aachen. Er gehörte ferner im Jahr 2009 der Jury beim internationalen Chopin-Wettbewerb in Darmstadt an und war als Jurymitglied für die im Oktober 2011 stattfindende „2nd China Shenzhen International Piano Concerto Competition“ des Goethe-Institut China in Shenzhen nominiert. Außerdem wurde Ilja Scheps zum Gastprofessor an mehreren Hochschulen in China ernannt.
Ilja Scheps und seine Ehefrau Tamara Scheps – ebenfalls Pianistin und Klavierlehrerin – sind die Eltern der Pianistinnen Olga Scheps und Anna Scheps. Schon mehrmals kam es zu gemeinsamen Auftritten von Ilja Scheps mit seinen beiden Töchtern.

## Diskografie (Auswahl)
- Ilja Scheps (Klavier) und Sergej B. Jakovenko (Bariton): Modest Mussorgski-Songs, Arkiv-Music, 1991
- Ilja Scheps (Klavier) und Sergej B. Jakovenko (Bariton): Walentyn Sylwestrow: Stille Lieder, Liederzyklus für Singstimme und Klavier, 2 CDs, Gräfelfing : ECM Records Verlag, Berlin, Universal-Music, 2004
- Ilja Scheps et al.: Nikolai Andrejewitsch Rimski-Korsakow: Complete Songs, Classical Music, 2009
- Ilja Scheps (Klavier) und Ingolf Turban (Violine): Ferruccio Busoni: Violin Sonatas op. 29 & op. 36a, CPO, 2020